# Pseudanophthalmus illinoisensis
Pseudanophthalmus illinoisensis is een keversoort uit de familie van de loopkevers (Carabidae). De wetenschappelijke naam van de soort is voor het eerst geldig gepubliceerd in 1966 door Barr & Peck.